# Военный ординариат Бразилии
 Военный ординариат Бразилии  (порт. Ordinariado Militar do Brasil) — военный ординариат Римско-Католической Церкви, действующий в Бразилии. Военный ординариат Бразилии, подчиняясь непосредственно Святому Престолу, обеспечивает пастырское окормление военнослужащих бразильской армии и их семей. Кафедральным собором военного ординариата Бразилии является церковь Пресвятой Девы Марии.

## История
6 ноября 1950 года Конгрегация по делам епископов издала декрет Ad consulendum spirituali, которым учредила конгрегацию военных капелланов для бразильской армии.
21 июля 1986 года Римский папа Иоанн Павел II издал буллу Spirituali militum curae, которой преобразовал конгрегацию военных капелланов в военный ординариат Бразилии.

## Ординарии
- кардинал Жайме де Баррош Камара (6.11.1950 — 9.11.1963);
- архиепископ Jose Newton de Almeida Baptista (9.11.1963 — 31.10.1990);
- архиепископ Geraldo do Espírito Santo Ávila (31.10.1990 — 14.11.2005);
- архиепископ Osvino José Both (7.06.2006 — 6.08.2014);
- архиепископ Fernando José Monteiro Guimarães, C.SS.R. (с 6 августа 2014 года).